# Gun Qvarzell
Gun Qvarzell född 1936 i Stockholm, död 3 april 2017, var ordförande i Sonja Åkesson-sällskapet, hedersledamot i Svenska barnboksakademien och ingick i Författarförbundets biblioteksråd. Hon jobbade i över trettio år på Författarcentrum i Stockholm.

## Priser och utmärkelser
- Gulliver-priset 1988
- Eldsjälspriset 1994